# Susan Cooper
Susan Mary Cooper (Burnham, Buckinghamshire, 23 mei 1935) is een Brits schrijfster. Ze is vooral bekend omwille van De Duistere Vloed Cyclus, gebaseerd op de legende van Koning Arthur. In 2007 verscheen The Seeker in de bioscoopzalen.
Cooper is lid van de National Children's Book and Literacy Alliance, een not-for-profit organisatie uit de Verenigde Staten die zich inzet voor geletterdheid, literatuur en bibliotheken.

## Biografie

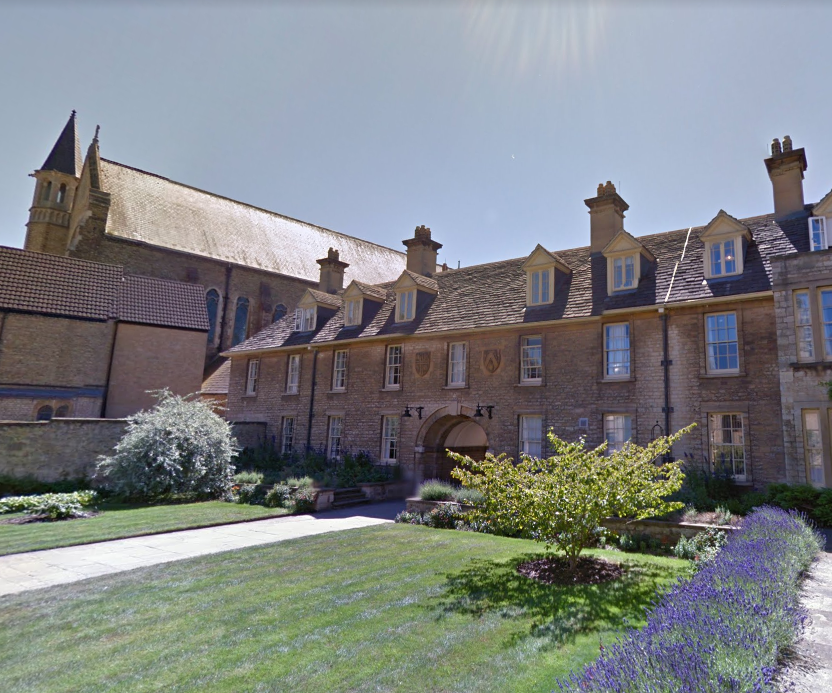
Somerville College, Oxford, waar Cooper studeerde.

Cooper woonde tot haar eenentwintigste in Buckinghamshire, waarna ze met haar ouders naar haar grootmoeders dorpje Aberdovery verhuisde in Wales. Daar studeerde ze aan de Slough High School en Somerville College, Oxford.
Na haar studies werkte Cooper als verslaggever voor The Sunday Times van Londen onder Ian Fleming. In haar vrije tijd schreef ze boeken. Tijdens die periode begon ze met haar vijfdelige serie De Duistere Vloed Cyclus en werkte haar sciencefictionroman Mandrake af.
In 1963 verliet ze Groot-Brittannië en verhuisde naar de Verenigde Staten, waar ze met een professor van het Massachusetts Institute of Technology trouwde. Het was toen dat ze begon met fulltime schrijven. Haar tweede roman, Dawn of Fear, waarin ze haar ervaringen uit de oorlog beschreef, verscheen kort daarna.
In juli 1996 trouwde Cooper voor de tweede keer, deze keer met de Canadees-Amerikaanse acteur en co-auteur Hume Cronyn. Ze bleven getrouwd tot Cronyn's dood in 2003.